# Liste der Monuments historiques in Solers
Die Liste der Monuments historiques in Solers führt die Monuments historiques in der französischen Gemeinde Solers auf.

## Liste der Objekte
| Bezeichnung | Beschreibung          | Standort                       | Kennzeichnung | Schutzstatus | Datum | Bild |
| ----------- | --------------------- | ------------------------------ | ------------- | ------------ | ----- | ---- |
| Glocke      | Bronze, 1675 gegossen | in der Kirche St-Martin (Lage) | PM77001696    | Inscrit      | 1942  |      |